# Açude da Murta
Açude da Murta este o arie protejată (arie de protecție specială avifaunistică — SPA) din Portugalia întinsă pe o suprafață de 497,71 ha, integral pe uscat.

## Localizare
Centrul sitului Açude da Murta este situat la coordonatele 38°23′36″N 8°42′54″W / 38.393202°N 8.715008°V.

## Înființare
Situl Açude da Murta a fost declarat arie de protecție specială avifaunistică în martie 1988 pentru a proteja 28 de specii de animale.

## Biodiversitate
Situată în ecoregiunea mediteraneană, aria protejată nu include niciun habitat protejat.
La baza desemnării sitului se află mai multe specii protejate:
- păsări (27): lăcar mare (Acrocephalus arundinaceus), lăcar-de-lac (Acrocephalus scirpaceus), pescăruș albastru (Alcedo atthis), rață pitică (Anas crecca), rață mare (Anas platyrhynchos), stârc roșu (Ardea purpurea), scatiu (Carduelis spinus), prundăraș de sărătură (Charadrius alexandrinus), barză albă (Ciconia ciconia), șerpar (Circaetus gallicus), erete de stuf (Circus aeruginosus), Clamator glandarius, egretă mică (Egretta garzetta), șoim călător (Falco peregrinus), becațină comună (Gallinago gallinago), scoicar (Haematopus ostralegus), Hippolais polyglotta, rândunică (Hirundo rustica), stârc pitic (Ixobrychus minutus), privighetoare (Luscinia megarhynchos), gușă albastră (Luscinia svecica), prigoare (Merops apiaster), codobatură galbenă (Motacilla alba), codobatura galbenă (Motacilla flava), lopătar (Platalea leucorodia), lăstun de mal (Riparia riparia), silvie de tufiș (Sylvia undata)
- mamifere (1): vidră de râu (Lutra lutra)

Pe lângă speciile protejate, pe teritoriul sitului au mai fost identificate 3 specii de mamifere.